# 津軽じょんから節
津軽じょんから節（つがるじょんからぶし）は青森県津軽地方に伝わる日本の民謡。地方によっては「津軽じょんがら節」とも発音・表記される。日本全国的に知られ、津軽三味線の伴奏と共に唄われる他、三味線演奏だけが行われる「曲弾き」も良く知られる。単に「じょんから（じょんがら）節」とも。

## 解説
津軽三味線による派手な演奏で良く知られ、「津軽よされ節」「津軽おはら節」と共に津軽三つ物の一つであり、またその代表ともされる。
津軽じょんから節は瞽女や座頭によってよく唄われた北陸の「新保広大寺くずし」を元唄とし、津軽にはいり発展した。単に「じょんから節」と呼ばれる場合、津軽に伝わるこの津軽じょんから節を指す場合も多いが、石川県野々市市の「野々市市じょんから節」白山市の「柏野じょんがら踊り」など、他の地方にも「じょんから（じょんがら）」と呼ばれる唄が伝わっている。
津軽三味線によって行われる演奏の曲調はこれまでに数度変化しており、現代のじょんから節の曲調は古来の「じょんから口説」からは離れている。大きく新民謡流行以前の（1887年（明治20年）頃より前の）ものを「旧節」、昭和初期までのものを「中節」、それ以降の（特には戦後に流行した）ものが「新節」と呼ばれ、2021年現在では旧節のような民謡としての前弾き・民謡の伴奏へと立ち返りながらも盛り上げる「新旧節」がある。
じょんから節発祥伝説が青森県黒石市（旧・浅瀬石村）に伝わっている。1597年（慶長2年）、浅瀬石城主・千徳政氏が大浦為信によって討たれたが、為信は追い打ちを止めず千徳家の墓所を掘り起こそうとした。これに菩提寺の神宗寺の僧侶・常縁が抗議したために為信によって追われ、常縁は浅瀬石川に身投げすることとなった。この身投げした河原が「常縁河原」と呼ばれのちには「上河原」へと変化した。伝説ではこの常縁の物語を口説唄にした「上河原節」が「じょんから節」となったと伝えられる。黒石市ではこの口説唄「上川原口説き」「黒石じょんから」を津軽じょんから節の元唄であるとしており、「津軽じょんから節の発祥の地」の石碑が当地の民謡家によって建てられている。
2020年3月には上妻宏光の『TSUGARU』に旧節・中節・新節が収録されるなど、21世紀にはいっても津軽じょんから節は広く唄われ、演奏される。

## 演奏
津軽じょんから節では多く自由な即興演奏が行われる。戦前にレコードに録音された白川軍八郎による旧節でも確認されるように、節を問わず多く即興演奏が行われた。戦後、新節が流行すると中節で用いられていた三拍子の旋律的装飾音は捨てられ、強く弦を叩く弾法へと変わり、旧節・中節のように唄の構造が重視されない前奏部分が重視されるようになった。
また、津軽じょんから節では、曲弾きといわれる津軽三味線だけの演奏が広く行われる。「発祥の地」の黒石市では毎年「本場津軽民謡全国大会」が行われるが、津軽じょんから節部門では「唄の部」「踊りの部」の他「三味線の部」があり、じょんから節の曲弾きが競われる。津軽三味線の競技会である「津軽三味線世界大会」でも曲弾きが競われ、民謡が歌われるものは別途「唄付け」として分けられている。

## 歌詞
七七調のクドキ節で、さまざまな歌詞が新作されている。上掲の歌詞は代表的なものの一つ。